# Ardskeagh
Ardskeagh är en ort i republiken Irland. Den ligger i grevskapet County Cork och provinsen Munster, i den sydvästra delen av landet. Ardskeagh ligger 123 meter över havet och antalet invånare är 297.
Trakten runt Ardskeagh består i huvudsak av gräsmarker och jordbruksmark.